# Kanton Saint-Agnant
Kanton Saint-Agnant je francouzský kanton v departementu Charente-Maritime v regionu Poitou-Charentes. Jeho střediskem je město Saint-Agnant. Skládá se z 11 obcí.

## Obce
- Beaugeay
- Champagne
- Échillais
- La Gripperie-Saint-Symphorien
- Moëze
- Port-des-Barques
- Saint-Agnant
- Saint-Froult
- Saint-Jean-d'Angle
- Saint-Nazaire-sur-Charente
- Soubise